# Al Walid ben Zidan
Al Walid ben Zidan, död 1636, var regerande sultan av Marocko mellan 1631 och 1636. Han tillhörde saadiernas dynasti.